# University of the Punjab

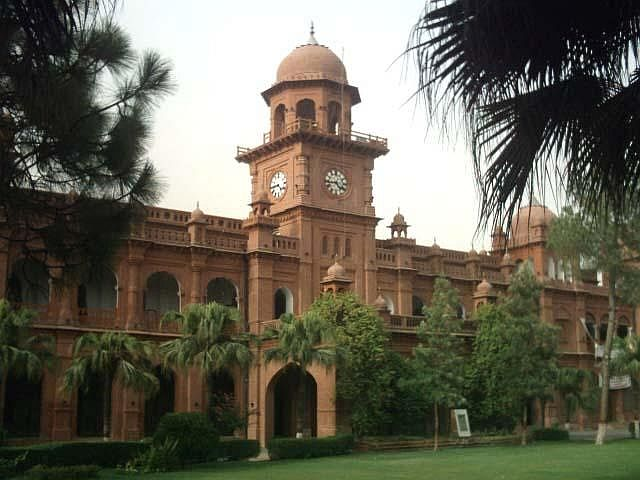
Campus-Gebäude in britischer Kolonialarchitektur

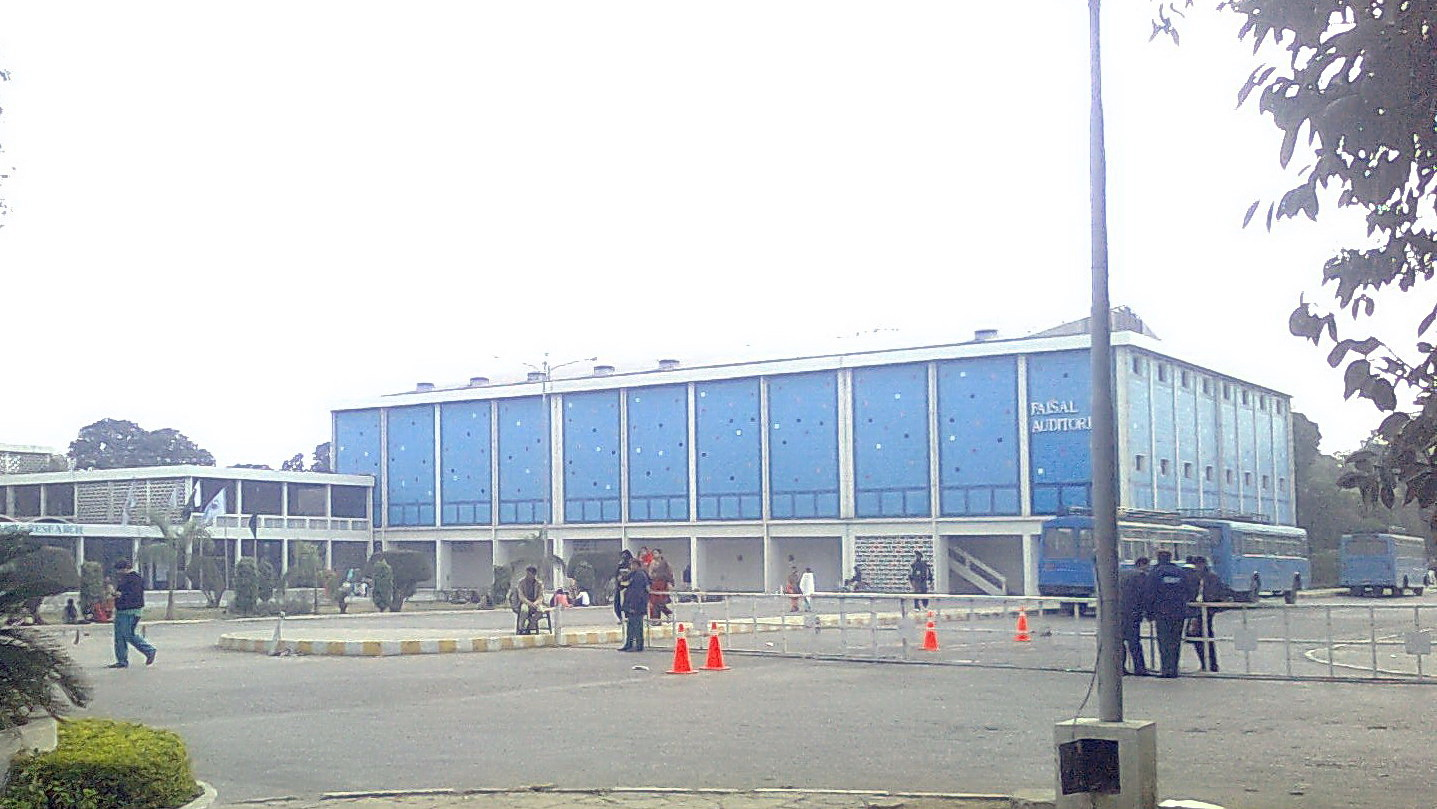
Ein Hörsaal der University of the Punjab

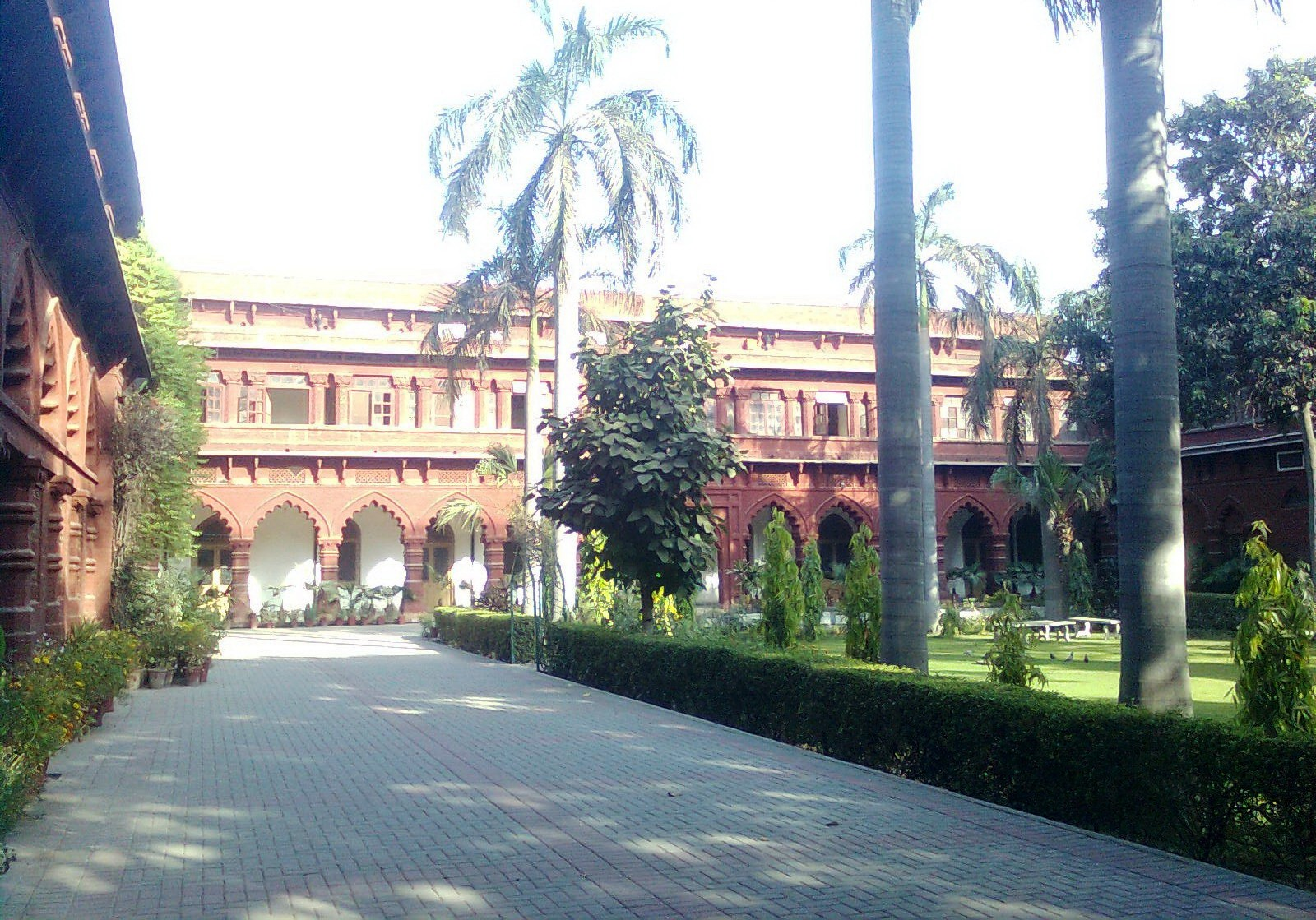
Auf dem Allama Iqbal Campus

Die Universität des Punjab (Urdu جامعۂ پنجاب; auch PU oder Punjab University genannt) ist eine staatliche Universität in Lahore in der pakistanischen Provinz Punjab. Die Hochschule ist die älteste und größte in Pakistan. An der Universität waren im Jahr 2017 etwa 42.000 Studenten eingeschrieben. Außerdem gibt es etwa 331.000 sogenannte „off-campus“ Studenten, die entweder an den mit der Universität verbundenen Lehranstalten eingeschrieben sind bzw. ein Fernstudium absolvieren. Damit gehört die Hochschule zu den größten in Asien. Im Jahr 2017 waren etwa 1102 Lehrpersonen beschäftigt.

## Geschichte
Die University of the Punjab wurde am 14. Oktober 1882 als vierte Universität in Britisch-Indien gegründet. Der erste Direktor der Hochschule war Gottlieb William Leitner, ein Ungar mit britischer Staatsbürgerschaft. Bis zur Teilung von Punjab im Jahr 1947 war die Hochschule für den Nordwesten des indischen Subkontinentes zuständig. Nach der Teilung des Punjabs wurde auf indischer Seite in Chandigarh als Ersatz die Panjab University gegründet, während die University of the Punjab ihre Funktion für die pakistanischen Gebiete behielt.

## Fakultäten und Einrichtungen

### Fakultäten
- Handel
- Ingenieurwesen & Technologie
- Islamstudien
- Lebenswissenschaften (Life Sciences)
- Künste und Geisteswissenschaften
- Medizin und Zahnmedizin
- Naturwissenschaften
- Orientalistik
- Pädagogik
- Pharmazie
- Rechtswissenschaften
- Verhaltens- und Sozialwissenschaften
- Volks- und Betriebswirtschaft

### Standorte der University of the Punjab
Allama Iqbal Campus (alter Campus in der Innenstadt von Lahore)
- Französisch (Fakultät Künste und Geisteswissenschaften)
- Information & Technologie
- Orientalistik
- Pharmazie (College of Pharmacy)
- Schöne Künste

Quaid-e-Azam Campus
- Auf dem größten Campus der PU sind fast alle Fakultäten vertreten.

Gujranwala Campus (nahe Rawalpindi)
- Handel
- Informationstechnologie
- Rechtswissenschaften
- Wirtschaftswissenschaften

Khanspur Campus
- Center for Integrated Mountain Research (CIMR)

Zudem sind 412 Colleges in Pakistan mit der Hochschule verbunden an denen insgesamt 442.000 Studenten eingeschrieben sind.

## Berühmte Absolventen
- Abdus Salam (1926–1996) – Nobelpreisträger Physik
- Syed Babar Ali (* 1926) – Industrieller, Finanzminister, Philanthrop, WWF-Präsident